# Ariane Moffatt

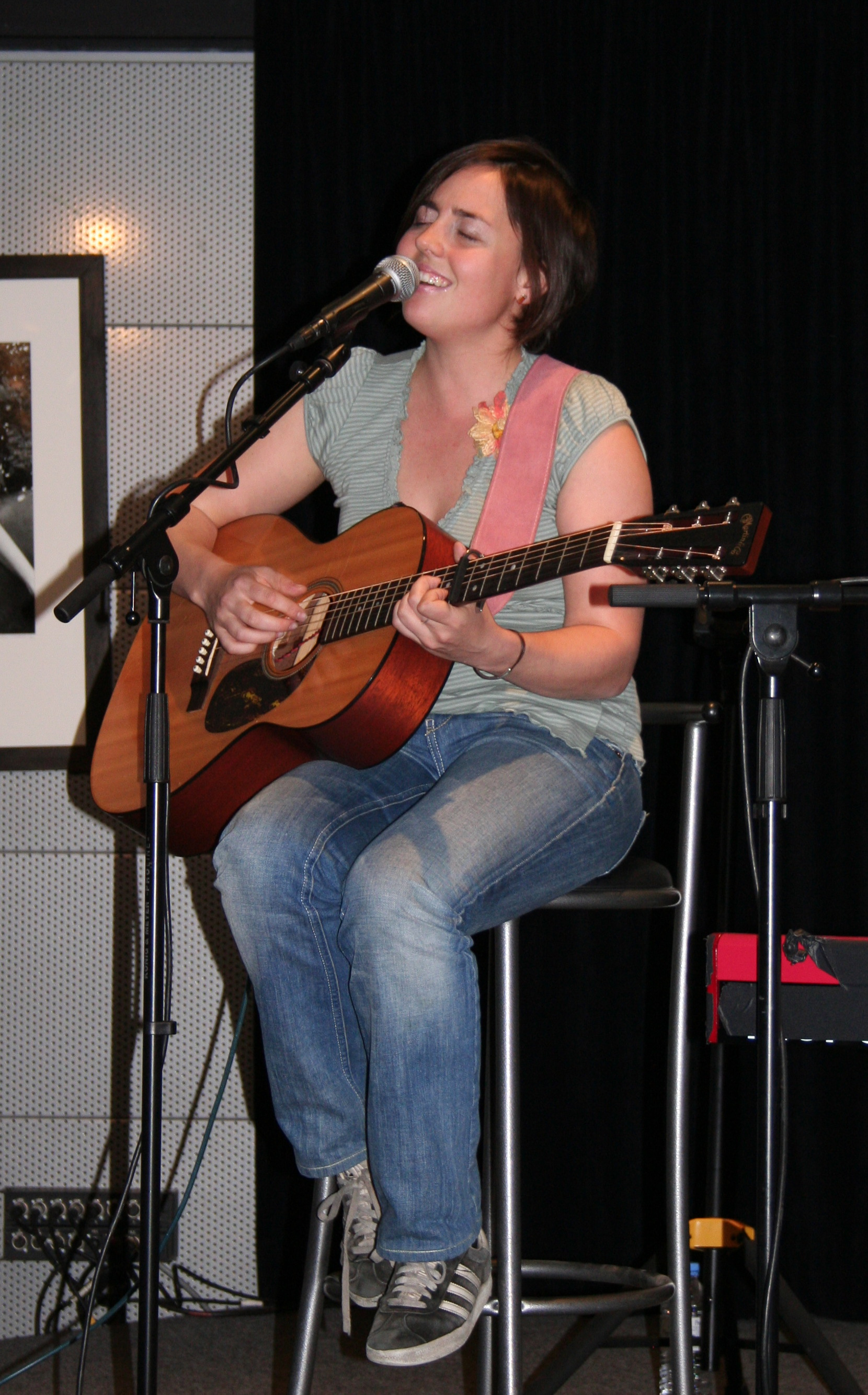
Ariane Moffatt live im FNAC, Oktober 2006.

Ariane Moffatt (* 26. April 1979 in Lévis, Québec) ist eine frankokanadische Singer/Songwriterin aus Québec. 2002 erschien ihr Debütalbum Aquanaute, das zweite, Le cœur dans la tête, folgte 2005. Die DVD À la Station C brachte I
ihr 2006 eine Nominierung für den Juno Award. Neben ihrer Tätigkeit als Solokünstlerin arbeitete sie auch mit anderen Künstlern französischer Sprache wie Daniel Bélanger, Marc Déry oder Monica Freire zusammen.

## Diskografie

### Alben
| Jahr | Titel                            | Charts CA |
| ---- | -------------------------------- | --------- |
| 2002 | Aquanaute                        | −         |
| 2002 | À la Station C                   | −         |
| 2005 | Le cœur dans la tête             | 10        |
| 2008 | Tous les sens                    | 2         |
| 2009 | Tous les sens – Remix            | −         |
| 2010 | Trauma (chansons de la serie TV) | 9         |
| 2012 | MA                               | 2         |
| 2015 | 22h22                            | 4         |
| 2018 | Petits mains précieuses          | 8         |
| 2021 | Incarnat                         | 5         |

### Lieder
- Je veux tout (2008)
- Everybody Hurts (2010)